# Ravenne Football Club 1913
Pour les articles homonymes, voir Ravenne (homonymie).
Maillots
Actualités
Le Ravenna Football Club 1913 est un club italien de football. Il est basé à Ravenne dans la province de Ravenne, en Émilie-Romagne.

## Historique
Après avoir été disputé la saison 2007-2008 en Serie B, ayant terminé 1er du Groupe B de Serie C1 la saison précédente, le Ravenna Calcio est relégué à l'issue de la saison en Lega Pro Prima Divisione (ex Serie C1). En 2009-2010, le club participe de nouveau à la Ligue Pro Première Division italienne.
Pendant la saison 2010-2011, il perd 7 points de pénalité pour irrégularités administratives, ce qui l'oblige à disputer les play-out — il y élimine le Südtirol-Alto Adige. Le scandale qui provoque l'arrestation de son directeur sportif Buffone provoque un changement de société et le 18 juillet 2011, le Conseil fédéral n'accepte pas son inscription en Ligue Pro : il est donc inscrit en serie D pour la saison 2011-2012.

## Changements de nom
- 1913-1921 : Unione Sportiva Ravennate
- 1921-1928 : Unione Sportiva Ravennate Forti per essere Liberi
- 1928-1946 : Associazione Calcio Ravenna
- 1946-1949 : Società Sportiva Edera Ravenna
- 1949-1954 : Unione Sportiva Ravenna
- 1954-1964 : Sarom Unione Sportiva Ravenna
- 1964-2001 : Unione Sportiva Ravenna
- 2001-2012 : Ravenna Calcio
- 2012-2013 : Società Cooperativa Ravenna Sport 2019
- 2013-2017 : Società Cooperativa Sportiva Dilettantistica Ravenna Football Club 1913
- 2017- : Ravenna Football Club 1913

## Palmarès
- Championnat d'Italie Serie C : 1940
- Championnat d'Italie de Serie C1 : 1993, 1996, 2007
- Championnat d'Italie de Serie C2 : 1992
- Championnat d'Italie de Serie D : 1951, 1957, 1972, 1982, 1985, 2003
- Championnat Eccellenza Émilie-Romagne : 2002
- Scudetto Dilettanti : 1957